# ختاگ خوگائف
ختاگ خوگائف (انگلیسی: Khetag Khugaev؛ زادهٔ ۲۱ اکتبر ۱۹۹۷) وزنه‌بردار اهل روسیه است.
وی در مسابقات کشوری و بین‌المللی در مجموع برندهٔ ۱ مدال طلا، ۱ مدال نقره شده‌است.